# Laura Kraut
Laura Kraut (Camden, 14 de noviembre de 1965) es una jinete estadounidense que compite en la modalidad de salto ecuestre.
Participó en cuatro Juegos Olímpicos de Verano, obteniendo tres medallas en la prueba por equipos, oro en Pekín 2008 (junto con McLain Ward, Will Simpson y Elizabeth Madden), plata en Tokio 2020 (con Jessica Springsteen y McLain Ward) y plata en París 2024 (con Karl Cook y McLain Ward), y el sexto lugar en Sídney 2000, en la misma prueba.
Ganó dos medallas en el Campeonato Mundial de Saltos Ecuestres, oro en 2018 y plata en 2006, y una medalla de oro en los Juegos Panamericanos de 2023.

## Palmarés internacional
| Juegos Olímpicos     | Juegos Olímpicos       | Juegos Olímpicos | Juegos Olímpicos |
| Año                  | Lugar                  | Medalla          | Categoría        |
| -------------------- | ---------------------- | ---------------- | ---------------- |
| 2008                 | Hong Kong (China)      | Medalla de oro   | Por equipos      |
| 2020                 | Tokio (Japón)          | Medalla de plata | Por equipos      |
| 2024                 | París (Francia)        | Medalla de plata | Por equipos      |
| Campeonato Mundial   |                        |                  |                  |
| Año                  | Lugar                  | Medalla          | Categoría        |
| 2006                 | Aquisgrán (Alemania)   | Medalla de plata | Por equipos      |
| 2018                 | Tryon (Estados Unidos) | Medalla de oro   | Por equipos      |
| Juegos Panamericanos |                        |                  |                  |
| Año                  | Lugar                  | Medalla          | Categoría        |
| 2023                 | Santiago (Chile)       | Medalla de oro   | Por equipos      |